# Přebor Brněnského kraje
Přebor Brněnského kraje byl v letech 1949–1960 nejvyšší fotbalovou soutěží v Brněnském kraji. V hierarchii československých soutěží kolísal mezi druhou (v ročnících 1951 a 1952), třetí (1949, 1953 a 1954) a čtvrtou nejvyšší soutěží (1950 a 1955–1959/60).
Soutěž byla hrána dvoukolovým systémem – s výjimkou ročníků 1953 (jednokolově na jaře + kvalifikační turnaje na podzim) a 1957/58 (tříkolově). V sezonách 1949–1956 se hrálo dle sovětského vzoru na jaře a na podzim téhož kalendářního roku. V sezoně 1957/58 se z důvodu přechodu zpět na osvědčený domácí model hrálo na jaře 1957, na podzim 1957 a na jaře 1958. Od sezony 1958/59 včetně začínaly všechny československé fotbalové soutěže opět na podzim a končily na jaře následujícího roku.
Název soutěže se často měnil – I. třída (1949), mistrovství kraje (1950), krajská soutěž (1951), krajský přebor (1952–1954) a I. A třída (1955–1959/60). V tisku byla soutěž zmiňována i jako krajský přebor, krajské mistrovství nebo mistrovství kraje.
Soutěž zanikla po skončení ročníku 1959/60 v souvislosti s chystanou reorganizací krajů. Nejvyšší soutěží nově zřízeného Jihomoravského kraje se od sezony 1960/61 stal Jihomoravský krajský přebor.

## Vývoj názvu, úrovně a počtu účastníků
- 1949: Mistrovství (I. třída) Brněnského kraje (III. liga, 14 účastníků)
- 1950: Mistrovství Brněnského kraje (IV. liga, 14 účastníků)
- 1951: Krajská soutěž – Brno (II. liga, 10 účastníků)
- 1952: Krajský přebor – Brno (II. liga, 12 účastníků)
- 1953–1954: Krajský přebor – Brno (III. liga, 12 účastníků)
- 1955–1956: I. A třída Brněnského kraje (IV. liga, 12 účastníků)
- 1957/58: I. A třída Brněnského kraje (IV. liga, 14 účastníků)
- 1958/59–1959/60: I. A třída Brněnského kraje (IV. liga, 12 účastníků)

## Přehled vítězů
- 1949 – ZSJ TOS Kuřim[2][3]
- 1950 – JTO Sokol ÚNV Brno III
- 1951 – ZSJ GZ Královo Pole
- 1952 – ZSJ Zbrojovka Brno
- 1953 – DSO Sokol Lanžhot
- 1954 – DSO Sokol Lanžhot
- 1955 – DSO Slavoj Vyškov[4]
- 1956 – DSO Spartak Kuřim[5]
- 1957/58 – TJ Slavia Žabovřesky[6]
- 1958/59 – TJ Spartak Metra Blansko
- 1959/60 – TJ Spartak Husovice[3]